# GP9
GP9 (англ. Glycoprotein IX platelet) – білок, який кодується однойменним геном, розташованим у людей на короткому плечі 3-ї хромосоми.  Довжина поліпептидного ланцюга білка становить 177 амінокислот, а молекулярна маса — 19 046.
| 10         |  | 20         |  | 30         |  | 40         |  | 50         |
| ---------- |  | ---------- |  | ---------- |  | ---------- |  | ---------- |
| MPAWGALFLL |  | WATAEATKDC |  | PSPCTCRALE |  | TMGLWVDCRG |  | HGLTALPALP |
| ARTRHLLLAN |  | NSLQSVPPGA |  | FDHLPQLQTL |  | DVTQNPWHCD |  | CSLTYLRLWL |
| EDRTPEALLQ |  | VRCASPSLAA |  | HGPLGRLTGY |  | QLGSCGWQLQ |  | ASWVRPGVLW |
| DVALVAVAAL |  | GLALLAGLLC |  | ATTEALD    |  |            |  |            |

A: Аланін

C: Цистеїн

D: Аспарагінова кислота

E: Глутамінова кислота

F: Фенілаланін

G: Гліцин

H: Гістидин

K: Лізин

L: Лейцин

M: Метіонін

N: Аспарагін

P: Пролін

Q: Глутамін

R: Аргінін

S: Серин

T: Треонін

V: Валін

W: Триптофан

Задіяний у таких біологічних процесах як клітинна адгезія, зсідання крові, гемостаз. 
Локалізований у мембрані.